# 5840 Raybrown
5840 Raybrown (1978 ON) là một tiểu hành tinh vành đai chính.